# Placogorgia immersa
Placogorgia immersa is een zachte koraalsoort uit de familie Plexauridae. De koraalsoort komt uit het geslacht Placogorgia. Placogorgia immersa werd in 1910 voor het eerst wetenschappelijk beschreven door Nutting. 